# Ukrainische Botschaft in Podgorica
Die Ukrainische Botschaft in Podgorica ist die diplomatische Vertretung der Ukraine in Montenegro. Das Botschaftsgebäude befindet sich in der Serdara Jola Piletica br. 15 in Podgorica. Ukrainische Geschäftsträgerin in Montenegro ist seit Oktober 2017 Natalija Fijalka.

## Geschichte
Nach dem Zerfall der Sowjetunion erklärte sich die Ukraine im August 1991 für unabhängig. Montenegro wurde am 3. Juni 2006 unabhängig. Am 15. Juni erkannte die Ukraine die staatliche Unabhängigkeit der Republik Montenegro an. Die Aufnahme diplomatischer Beziehungen wurde durch Notenaustausch am 22. August 2006 vereinbart. Die Gründung der Botschaft der Ukraine erfolgte 2008. Als erste Botschafterin wurde Oksana Sljussarenko im Dezember 2008 akkreditiert. Ihre Nachfolger waren Geschäftsträger.
Es besteht ein Kulturaustausch zwischen beiden Ländern. Seit Mai 2013 führt eine ukrainisch-montenegrinische Arbeitsgruppe Gespräche über den Tourismus zwischen den beiden Ländern.

## Konsulareinrichtungen der Ukraine in Montenegro
- Konsularabteilung der Botschaft der Ukraine in Podgorica
- Honorarkonsulat in Nikšić[4]

## Botschaftsgebäude in Montenegro
Sitz der Botschaft ist in der Serdara Jola Piletica br. 15 im Norden der montenegrinischen Hauptstadt.

## Botschafter und Geschäftsträger der Ukraine in Montenegro
- Oksana Sljussarenko (Botschafterin, 2008–2014)

Geschäftsträger:
- Wolodymyr Zybulnyk (2014–2015)
- Tetjana Wolkowa (2015–2017)
- Natalija Fijalka (2017–)